# Sergej Nikolajev
Sergej Mihajlovitsj Nikolajev (Russisch: Сергей Михайлович Николаев; Izjevsk, 5 februari 1988) is een Russisch wielrenner die in 2017 reed voor Gazprom-RusVelo. Eind 2013 liep hij stage bij het World Tour-team Katjoesja, maar wist geen contract af te dwingen. 

## Overwinningen
2013
2e etappe Ronde van Slowakije
Puntenklassement Ronde van Slowakije
3e etappe Tour des Fjords (ploegentijdrit)
2014
Proloog Vijf ringen van Moskou
2e en 3e etappe GP Udmurtskaya Pravda
Puntenklassement GP Udmurtskaya Pravda
Bergklassement Ronde van Servië
2015
1e etappe Istrian Spring Trophy
1e etappe Grote Prijs van Sotsji (ploegentijdrit)
1e etappe Grote Prijs van Adygea (ploegentijdrit)
Proloog Vijf ringen van Moskou
Bergklassement Ronde van Slowakije

## Ploegen
- 2013 –  Itera-Katjoesja
- 2013 –  Katjoesja (stagiair vanaf 1-8)
- 2014 –  Itera-Katjoesja
- 2015 –  Itera-Katjoesja (tot 31-7)
- 2015 –  RusVelo (vanaf 1-8)
- 2016 –  Gazprom-RusVelo
- 2017 –  Gazprom-RusVelo

Belkov · 
Broett · 
Caruso ·
Florencio ·
Goesev ·
Haller · 
Ignatenko · 
Ignatjev · 
Isajtsjev ·
Koetsjynski ·
Koeznetsov ·
Kolobnev ·
Kozontsjoek ·
Kristoff ·
Kritski ·
Losada · 
Mensjov (tot 19/05) ·
Moreno ·   
Paolini · 
Porsev ·  
Rodríguez · 
Selig ·
Smukulis · 
Špilak · 
Tsatevitsj · 
Tsjernetski ·
Trofimov ·
Vicioso · 
Vorganov ·
Vorobjov ·
Antonov (stagiair) ·
Razoemov (stagiair) ·
Nikolajev (stagiair) 
Akimov · Arslanov · Foliforov · Frolov · Ignatiev · Jatsevitsj · Katyrin · Kosjakov · Kovsj · Manakov · Nikolajev · Pokidov · Ptasjkin · Razoemov · Stasj · Zakarin · Zverkov
Belych · Borovik · Frolov · Ignatiev · Krivosjejev · Loekonin · Loetsenko · Mamykin · Nemykin · Nikolajev · Pokidov · Pomosjnikov · Razoemov · Rozin · A.Samochvalov · D.Samochvalov · Zjoejkov
Arslanov · Balykin · Bojev · Firsanov · Foliforov · Ignatenko · Jersjov · Jevtoesjenko · Koerbatov · Koestadintsjev · Komin · Majkin · Nikolajev · Nytsj · Ovetsjkin · Pozdnijakov · Rybakov · Savitski · Serov · Solomennikov · Stasj
Arslanov · Bojev · Firsanov · Foliforov · Jersjov · Jevtoesjenko · Koerbatov · Koestadintsjev · Kolobnev · Majkin · Manakov · Nikolajev · Nytsj · Ovetsjkin · Rybalkin · Savitski · Serov · Sjaloenov · Solomennikov · Stasj · Svesjnikov · Zakarin
Arslanov · Bojev · Broett · Firsanov · Foliforov · Jersjov · Kozontsjoek · Lagoetin · Majkin · Nikolajev · Nytsj · Ovetsjkin · Porsev · Rovny · Rybalkin · Savitski · Sjaloenov · Solomennikov · Svesjnikov · Troesov · Vorobjov · Zakarin · Kobernjak (stagiair) · Koerjanov (stagiair) · Tsjerkasov (stagiair)